# Pseudoclimaciella sanguinea
Pseudoclimaciella sanguinea is een insect uit de familie van de Mantispidae, die tot de orde netvleugeligen (Neuroptera) behoort. 
Pseudoclimaciella sanguinea is voor het eerst wetenschappelijk beschreven door Navás in 1914.